# Ан Мари Роджърс
Ан Мари Роджърс (на английски: Anne Marie Rodgers) е американска писателка на бестселъри в жанра любовен роман и романтичен трилър. Пише под псевдонима Ан Мари Уинстън (на английски: Anne Marie Winston) в периода 1992 – 2006 г.

## Биография и творчество
Ан Мари Роджърс е родена през 1958 г. в Пенсилвания, САЩ.
Работи като учител в продължение на 9 години. Когато остава вкъщи да гледа двете си деца, започва да пише. Първоначално се опитва да пише детска литература, но след това се насочва към любимите си любовни романи.
Първият ѝ романс „Best Kept Secrets“ е публикуван през 1992 г. под псевдонима Ан Мари Уинстън. След нея тя напуска работата си и се посвещава на писателската си кариера.
През 2007 г. семейството се мести в Стейт Колидж в Пенсилвания, тя сменя издателя си и започва да пише под собственото си име.
Член е на Асоциацията на писателите на романси на Америка и е била заместник-председател на клона във Вашингтон.
Ан Мари Роджърс живее със семейството си в Стейт Колидж, Пенсилвания. Много обича животните и цветята.

## Произведения

### Като Ан Мари Уинстън

#### Самостоятелни романи
- Best Kept Secrets (1992)
- Unlikely Eden (1993)
Рай за двама, изд.: „Арлекин България“, София (1994), прев. Надя Баева
- Carolina on My Mind (1994)
- Substitute Wife (1994)
- Find Her, Keep Her (1994)
- Seducing the Proper Miss Miller (1998)
- Lovers' Reunion (1999)
- Baby (2004)
- The Marriage Ultimatum (2004)
- The Soldier's Seduction (2006)
- Holiday Confessions (2006)

#### Серия „Невестите от Бътлър Каунти“ (Butler County Brides)
1. The Baby Consultant (1998)
2. Dedicated to Deirdre (1999)
3. The Bride Means Business (1999)

#### Серия „Мъжете от Бедлендс“ (Men Of The Badlands)
1. Seduction, Cowboy Style (2000)
2. Rancher's Proposition (2000)
3. Tall, Dark and Western (2001)

#### Серия „Ергени милиардери“ (Billionaire Bachelors)
1. Ryan (2002)
2. Stone (2002)
3. Garrett (2002)
4. Gray (2003)

#### Серия „Манталк“ (Mantalk)
1. For Services Rendered (2004)

#### Участие в общи серии с други писатели

##### Серия „Западни любовници: Бащите Ранчин“ (Western Lovers: Ranchin' Dads)
2. Rancher's Baby (1996)
13. Rancher's Wife (1989)
от серията има още 16 романа от различни автори

##### Серия „Американски герои: Срещу всички шансове“ (American Heroes: Against All Odds)
20. Chance at a Lifetime (1993)
Веднъж в живота, изд.: „Арлекин България“, София (1994), прев. Искра Велинова
от серията има още 49 романа от различни автори

##### Серия „Бебетата и ергени“ (Babies & Bachelors USA)
- Island Baby (1993)

от серията има още 17 романа от различни автори

##### Серия „Кралски брак“ (Royally Wed)
- The Pregnant Princess (2000)

от серията има още 15 романа от различни автори

##### Серия „Съдби от Тексас“ (Fortunes of Texas)
- A Most Desirable MD (2001)

от серията има още 23 романа от различни автори

##### Серия „Амбър Корт 20“ (20 Amber Court)
- Risque Business (2001)

от серията има още 2 романа от различни автори

##### Серия „Династиите на бароните“ (Dynasties the Barones)
- Born to Be Wild (2003)
- Reese, Claudia & Maria (2008) – сборник с Метси Хингъл и Айлийн Уилкс

от серията има още 13 романа от различни автори

##### Серия „Семейни тайни“ (Family Secrets)
- Pyramid of Lies (2003)

от серията има още 17 романа от различни автори

##### Серия „Фамилиите на Данфортс“ (Dynasties the Danforths)
- The Enemy's Daughter (2004)
- Toby, Lea & Adam (2009) – сборник с Катлийн Галиц и Шери Уайтфадър

от серията има още 14 романа от различни автори

##### Серия „Наследството на Логан“ (Logan's Legacy)
- The Homecoming (2005)

от серията има още 18 романа от различни автори

#### Сборници
- Baby Me Mine (2002) – с Терез Рамин
- Millionaire's Marriage Deal (2002) – с Айлийн Уилкс
- An Office Affair (2005) – с Джъстин Дейвис
- Ready for Marriage? (2008) – с Бевърли Бартън и Ан Мейджър
- The Millionaire's Cinderella (2009) – с Гейл Дейтън и Кристи Голд
- Love – from His Point of View! (2009) – с Морийн Чайлд и Айлийн Уилкс

### Като Ан Мари Роджърс

#### Участие в общи серии с други писатели

##### Серия „Приказки от Грейс Чапъл Ин“ (Tales from Grace Chapel Inn)
37. Saints Among Us (2007)
41. Talk of the Town (2007)
45. Steady and Slow (2009)
от серията има още 48 романа от различни автори

##### Серия „Мистерията и съпругата на министъра“ (Mystery and the Minister's Wife)
- How the Heart Runs (2009)
- A Firm Foundation (2009)

от серията има още 14 романа от различни автори

##### Серия „Хоуп Хейвън“ (Hope Haven)
1. The Best Medicine (2010)
7. Well Wishes (2010)
13. Special Blessings (2011)
от серията има още 12 романа от различни автори

##### Серия „Чудесата на Малбъл Коув“ (Miracles of Marble Cove)
2. Finding Grace (2011)
8. Shining Forth (2012)
11. New Horizons (2012)
19. Home for Christmas (2013)
от серията има още 19 романа от различни автори